# Intelligent Music Project
Az Intelligent Music Project egy bolgár együttes, amely 2014-ben alakult. Ők képviselték Bulgáriát a 2022-es Eurovíziós Dalfesztiválon Torinóban, az Intention című dallal.

## Története
2014-ben alakultak Bulgáriában.
2021. november 25-én a bolgár köztévé (BNT) bejelentette, hogy az együttes képviseli Bulgáriát az elkövetkező Eurovíziós Dalfesztiválon. Versenydaluk az Intention, amelyet december 5-én mutattak be.
Az együttes rajongói gyakran röviden csak "IMP"-ként emlegetik őket.

## Tagok
- Bisser Ivanov – gitár
- Dimiter Sirakov – basszusgitár
- Ivo Stefanov – billentyű
- Ronnie Romero – ének
- Slavin Slavchev – vokál
- Stoyan Yankulov – dob

## Diszkográfia

### Stúdióalbumok
- My Kind o' Lovin' (2014)
- The Power of Mind (2015)
- Touching the Divine (2015)
- Sorcery Inside (2018)
- Life Motion (2020)
- The Creation (2021)

### Kislemezek
- I Know (2021)
- Intention (2021)

### Közreműködések
- Mind Projection (2015, John Payne)